# Lýdijci

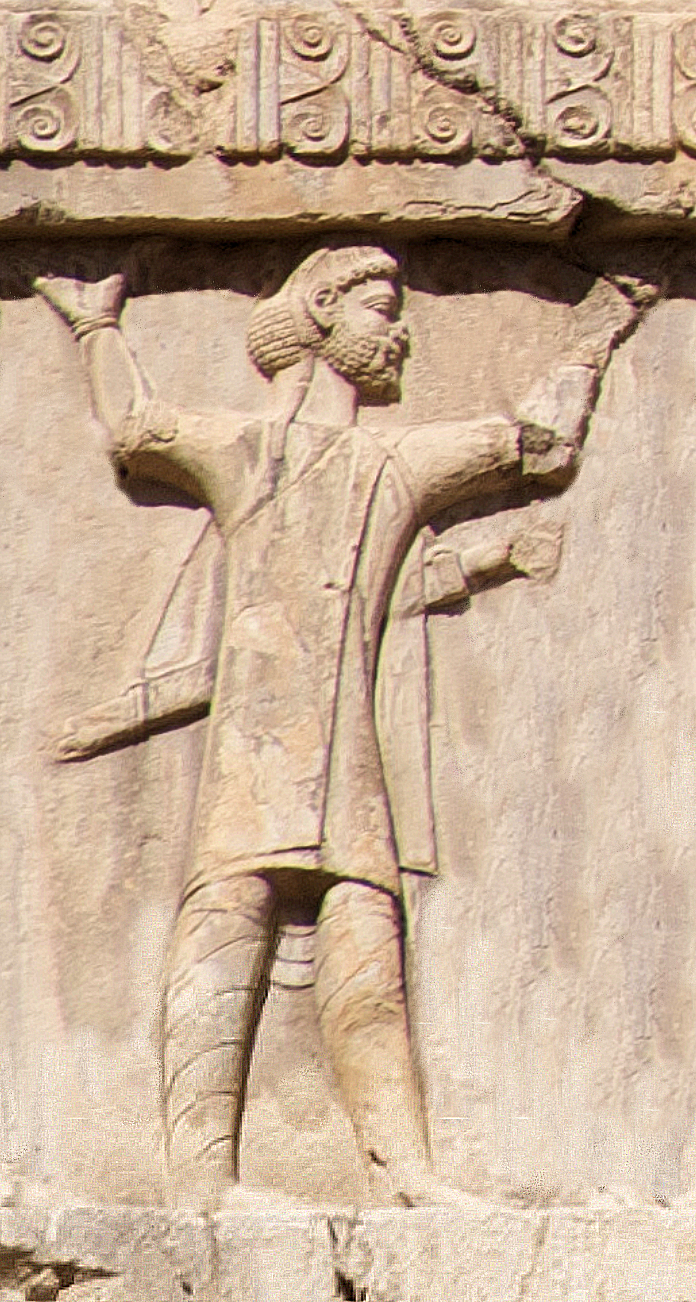
Lýdijský voják, ve staroperském klínovém písmu 𐎿𐎱𐎼𐎭, Sparda) achajmenovské armády, hrobka Xerxése I., cca 480 př. n. l.

Lýdijci (řecky Λυδοί; Achajmenovcům známí jako Sparda, ve staroperském klínovém písmu 𐎿𐎱𐎼𐎭) byli anatolský národ žijící v Lýdii, oblasti v západní Anatolii, který mluvil charakteristickým lýdským jazykem, indoevropským jazykem anatolské skupiny.
Otázky týkající se jejich původu, sahající až do 2. tisíciletí př. n. l., jsou nadále předmětem diskusí mezi jazykovými historiky a archeology. Zřetelná lýdská kultura s největší pravděpodobností přetrvala přinejmenším krátce před naším letopočtem, přičemž ji naposledy v dochovaných záznamech doložil Strabón v Kibyře v jihozápadní Anatolii přibližně v jeho době (1. století př. n. l.).
Hlavním městem Lydijců byl Sfard neboli Sardy. Jejich zaznamenaná historie státnosti, která zahrnuje tři dynastie sahající až do pozdní doby bronzové, dosáhla vrcholu své moci a úspěchů během 7. a 6. století př. n. l., což se shodovalo s úpadkem moci sousední Frýgie, která ležela severovýchodně od Lydie.
Lýdská moc náhle skončila pádem jejich hlavního města v událostech následujících po bitvě u Halysu v roce 585 př. n. l. a porážce Kýrem Velikým v roce 546 př. n. l.